# Santa Maria Odigitria al Tritone
Santa Maria Odigitria al Tritone, även benämnd Santa Maria d'Itria och Santa Maria di Costantinopoli, är en kyrkobyggnad och titeldiakonia i Rom, helgad åt Jungfru Maria och särskilt åt hennes roll som Ὁδηγήτρια, ordagrant ”Hon som visar vägen”. Kyrkan är belägen vid Via del Tritone i Rione Colonna och tillhör församlingen Sant'Andrea delle Fratte. Santa Maria Odigitria al Tritone är sicilianarnas kyrka i Rom.

## Historia
År 1593 bestämde sig en grupp sicilianare för att grunda ett brödraskap till Jungfru Marie ära och året därpå påbörjades bygget av ett högkvarter och en kyrka; kyrkan konsekrerades år 1596. År 1606 gav påve Paulus V brödraskapet privilegiet att årligen befria en dödsdömd fånge från avrättning.
Under den franska ockupationen 1798–1799 förstördes kyrkan och brödraskapets lokaler till stora delar.
I början av 1800-talet företogs en genomgripande restaurering och ombyggnad av kyrkan, under ledning av arkitekten Francesco Manno. Fasaden har toskanska lisener och ett stort halvcirkelformat fönster. Högaltaret har en kopia av ikonen Vergine Odigitria. Bredvid kyrkan är Oratorio della Confraternita dei Siciliani beläget. I detta oratorium finns bland annat en målning som föreställer den heliga Rosalia, utförd av Gaetano Sottino från Palermo.

## Titeldiakonia
Kyrkan stiftades som titeldiakonia med titeln Santa Maria Odigitria dei Siciliani av påve Paulus VI år 1973.
Kardinaldiakoner
- Salvatore Pappalardo: pro illa vice titulus 1973–2006
- Paolo Romeo: pro illa vice titulus 2010–

## Bilder
| - Ὁδηγήτρια – Jungfru Maria Vägviserskan. |